# Torre de la Plata
Torre de la Plata är ett monument i Spanien.   Det ligger i provinsen Provincia de Sevilla och regionen Andalusien, i den sydvästra delen av landet, 400 km sydväst om huvudstaden Madrid. Torre de la Plata ligger 15 meter över havet.
Terrängen runt Torre de la Plata är platt.Runt Torre de la Plata är det mycket tätbefolkat, med 1 956 invånare per kvadratkilometer. Närmaste större samhälle är Sevilla, 2,0 km öster om Torre de la Plata. Runt Torre de la Plata är det i huvudsak tätbebyggt.